# Agnéby
Agnéby é uma das 19 antigas regiões da Costa do Marfim, extinta em 2011. A sua capital era Agboville e tinha uma área de 9 093 km².

## Departamentos
A região de Agnéby estava dividida em quatro departamentos: Adzopé, Agboville, Akoupé, e Yakassé-Attobrou.